# Contea di Jefferson (Oregon)
La contea di Jefferson (in inglese Jefferson County) è una contea dello Stato dell'Oregon, negli Stati Uniti. La popolazione al censimento del 2000 era di 19 009 abitanti. Il capoluogo di contea è Madras.

## Geografia
La contea si trova nel centro-nord dello Stato. A ovest si trova il monte Jefferson. Parte del territorio ospita la Riserva di Warm Springs.

### Contee confinanti
- Contea di Wasco - nord
- Contea di Wheeler - est
- Contea di Crook - sud-est
- Contea di Deschutes - sud
- Contea di Linn - ovest
- Contea di Marion - nord-ovest

## Storia
La contea fu creata nel 1914 da parti del territorio della contea di Crook. Fu chiamata così per il Monte Jefferson, la seconda cima più alta dell'Oregon.

## Comuni

### Cities
- Culver
- Madras (capoluogo)
- Metolius

### Census-designated places
- Camp Sherman
- Crooked River Ranch
- Warm Springs